# Acidente do Let L-410 da South Supreme Airlines em 2021
Em 3 de março de 2021, um Let L-410 Turbolet da South Supreme Airlines caiu em Pieri, no Condado de Uror, Sudão do Sul em um voo doméstico para o Aeródromo de Yuai.

## Aeronave
O avião acidentado foi um Let L-410 Turbolet, com um prefixo falso HK-4274. Segundo a Aviation Safety Network, o primeiro voo da aeronave foi em 1990.

## Acidente
A aeronave caiu imediatamente após decolar de Pieri Airstrip, no Sudão do Sul, em um voo doméstico regular de passageiros. Havia 8 passageiros, mais dois tripulantes a bordo. A Autoridade de Aviação Civil do Sudão do Sul, que está investigando o acidente, anunciou que cerca de 10 minutos após a decolagem, o voo sofreu uma falha de motor. O piloto então tentou voltar para pousar, mas o outro motor falhou, fazendo com que o avião perdesse velocidade e caísse com pouco movimento para frente, após provavelmente estolar.